# Marsdenia caatingae
Marsdenia caatingae är en oleanderväxtart som beskrevs av G. Morillo. Marsdenia caatingae ingår i släktet Marsdenia och familjen oleanderväxter. Inga underarter finns listade i Catalogue of Life.